# Блиново (Астраханская область)
Блино́во — казахское село в Володарском районе Астраханской области, входит в состав Мултановского сельсовета. Население 283 человек (2010), из них 100 % — этнические казахи, преобладающие также и на территории Мултановского сельсовета и всего Володарского района .

## География
Село расположено в 31 километре на юго-восток от райцентра Володарского и в 11 километрах от крупного села Мултаново между рекой Ласточкина и ериками Зимник и Блиновский в дельте Волги. Расстояние до центра Астрахани по прямой составляет около 66 километров.
С востока и юга граничит с национальным парком Астраханский заповедник
Часовой пояс
Блиново, как и вся Астраханская область, находится в часовой зоне МСК+1. Смещение применяемого времени относительно UTC составляет +4:00.

## Население
| 2002 | 2010 |
| ---- | ---- |
| 280  | ↗283 |

Национальный и гендерный состав
По данным Всероссийской переписи, в 2010 году численность населения села составляла 283 человека (147 мужчин и 136 женщин, 51,9 и 48,1 %% соответственно).
Согласно результатам переписи 2002 года, в национальной структуре населения казахи составляли 100 % из общего числа в 279 жителей.
Принято считать, что именно в Блиново казахский язык наименее подвержен угрозе вытеснения русским, и темпы языкового сдвига куда меньше, чем в других казахских сёлах региона.

## Транспорт
Региональная автодорога 12 ОП РЗ 12Н 042 Мултаново — Нововасильево — Блиново